# Ulotrichopus primulinella
Ulotrichopus primulinella là một loài bướm đêm trong họ Erebidae.